# Rafał Twardy
Rafał Twardy (ur. 30 stycznia 1978) – polski hokeista.
Jego szwagrem został inny hokeista Łukasz Zachariasz.

## Kariera
- Olimpia (1996-1997)
- KTH Krynica (1998-1999)
- Zagłębie Sosnowiec (2001-2003)
- Stoczniowiec Gdańsk (2003-2004)
- Cracovia (2004-2006)
- Zagłębie Sosnowiec (2006-2007)
- Unia Oświęcim (2008-2010)
- Zagłębie Sosnowiec (2010-2013)

Został reprezentantem juniorskich kadr Polski: w barwach reprezentacji do lat 18 uczestniczył w turnieju mistrzostw Europy juniorów w 1995 (Grupa B), w barwach reprezentacji do lat 20 uczestniczył w turnieju mistrzostw świata juniorów w 1997 (Grupa A). Absolwent NLO SMS PZHL Sosnowiec z 1998.
Podczas kariery zawodniczej występował na pozycji napastnika, a później jako obrońca. Związany z Sosnowcem, był wieloletnim zawodnikiem zespołu Zagłębia w tym mieście, po raz ostatni od 2010 do 2013. Ponadto występował w KTH Krynica w sezonie 1998/1999, w Stoczniowcu od 2003 do 2004, w Cracovii od 2004 do 2006, od 2010 do 2011 w Unii Oświęcim.
Został kierownikiem technicznym drużyn przy Szkole Mistrzostwa Sportowego PZHL w Sosnowcu. Ponadto został kierownikiem kadry i serwisantem sprzętu reprezentacji do lat 18. Został serwisantem sprzętu reprezentacji Polski seniorów: przed turniejem mistrzostw świata Dywizji I Grupy A w Katowicach (23-29 kwietnia 2016), podczas kwalifikacji do Zimowych Igrzyskach Olimpijskich 2018 – Grupa D w Mińsku (1-4 września 2016).

## Sukcesy
Klubowe
- Srebrny medal mistrzostw Polski: 1999 z KTH Krynica
- Brązowy medal mistrzostw Polski: 2005 z Cracovią
- Złoty medal mistrzostw Polski: 2006 z Cracovią
- Złoty medal I ligi: 2009 z Unią Oświęcim